# Железнодорожный транспорт в Косове
Железные дороги Косова (алб. Hekurudhat e Kosovës, серб. Železnice Kosova) являются важной составляющей транспортной системы региона. Общая длина железных дорог Косова составляет 333 км. Колея стандартная шириной 1435 мм. Частично признанная Республика Косово рассматривает железные дороги как государственную собственность. Оператором косовских железных дорог является компания Trainkos.

## История
На территории Косова первая железнодорожная линия была проложена в 1874 году, она прошла от города Дженерал-Янкович к Косову-Полю и Митровице. Это было началом развития железнодорожной сети вокруг Косово, и имело важное значение для экономики региона. В 1934 году строительство этой линии продолжилось в различных направлениях. Были построены ветки Митровица — Лешак, в 1934 году Косово-Поле — Приштина, в 1936 году Косово-Поле — Печ, в 1949 году Приштина — Подуево — Ливадица, а в 1963 году Клина — Призрен.
До 1990-х годов обслуживанием железнодорожной сети региона занимались Югославские железные дороги. В 2008 году Сербские железные дороги восстановили некоторые свои маршруты на севере региона Косово.

## Современное состояние
На 2014 год железные дороги покрывают значительную часть территории Косова, за исключением двух городов — Гнилане и Джяковица. Существуют планы строительства железнодорожной ветки в Албанию.
На железных дорогах Косова работают дизель-электрические локомотивы. Железнодорожный транспорт играет важную роль в перевозке туристов.
Внутренние перевозки Косова имеют следующий график: поезда ежедневно курсируют между городами Печ и Приштина, Косово-Поле и Дженерал-Янкович, Косово-Поле и Грачаница. Что качается международных перевозок, то один раз в день скорый поезд ходит из Приштины в Скопье и обратно.

## Статистика
| Год  | Перевезено пассажиров | Доходы в евро |
| ---- | --------------------- | ------------- |
| 2013 | 276 852               | 179,515       |
| 2012 | 267 901               | 171 943       |
| 2011 | 279 330               | 193 593       |
| 2010 | 281 650               | 184 972       |

| Год  | Перевезено тонн грузов (нетто) | Доходы в евро |
| ---- | ------------------------------ | ------------- |
| 2013 | 778 134                        | 2 332 274     |
| 2012 | 488,539                        | 1 601 675     |
| 2011 | 748 667                        | 2 450 434     |
| 2010 | 877 332                        | 2 864 370     |